# Ian Escobar
Ian Eduardo Escobar Ibáñez (Buenos Aires; Argentina; 29 de mayo de 1996) es un futbolista argentino que se desempeña como centrocampista o como lateral por la izquierda. Actualmente juega en Patronato de la Primera Nacional.

## Trayectoria

### Chacarita
Debutó en el 2015 con Chacarita y jugó dos temporadas en el equipo que disputaba la Primera B Nacional.

### Talleres
Luego de dos temporadas emigra al ascendido Club Atlético Talleres para jugar la Primera División. Es el sexto refuerzo que trae el equipo de Frank Kudelka para afrontar el campeonato.  Llegó al Matador de Barrio Jardín junto con un compañero de su ex club (Jonathan Menéndez). Talleres pagó 350 mil dólares por el 50% del pase de Escobar, más un adicional por cantidad de partidos jugados: cuando llegue a jugar 40 partidos en el club cordobés, el club de San Martín recibirá 100 mil dólares más y posee el 50% restante del pase del lateral izquierdo. A lo largo de la temporada fue muy regular y fue titular en la mayoría de los partidos.

## Clubes

### Estadísticas
- Actualizado hasta el 4 de junio de 2022.

| Club | Div.                | Temporada           | Liga  | Liga  | Liga   | Copas (1) | Copas (1) | Copas (1) | Internacional (2) | Internacional (2) | Internacional (2) | Total (3) | Total (3) | Total (3) |
| Club | Div.                | Temporada           | Part. | Goles | Asist. | Part.     | Goles     | Asist.    | Part.             | Goles             | Asist.            | Part.     | Goles     | Asist.    |
| --- | ------------------- | ------------------- | ----- | ----- | ------ | --------- | --------- | --------- | ----------------- | ----------------- | ----------------- | --------- | --------- | --------- |
| Chacarita Juniors Argentina | 2.ª                 | 2015                | 12    | 0     | 0      | 0         | 0         | 0         | -                 | -                 | -                 | 12        | 0         | 0         |
| Chacarita Juniors Argentina | 2.ª                 | 2016                | 18    | 0     | 0      | 0         | 0         | 0         | -                 | -                 | -                 | 18        | 0         | 0         |
| Chacarita Juniors Argentina | Total club          | Total club          | 30    | 0     | 0      | 0         | 0         | 0         | 0                 | 0                 | 0                 | 30        | 0         | 0         |
| Talleres (C) Argentina | 1.ª                 | 2016/17             | 22    | 0     | 0      | 0         | 0         | 0         | -                 | -                 | -                 | 22        | 0         | 0         |
| Talleres (C) Argentina | 1.ª                 | 2017/18             | 3     | 0     | 0      | 1         | 0         | 0         | -                 | -                 | -                 | 4         | 0         | 0         |
| Talleres (C) Argentina | 1.ª                 | 2018                | 1     | 0     | 0      | 1         | 0         | 0         | -                 | -                 | -                 | 2         | 0         | 0         |
| Talleres (C) Argentina | Total club          | Total club          | 26    | 0     | 0      | 2         | 0         | 0         | 0                 | 0                 | 0                 | 28        | 0         | 0         |
| San Martín (SJ) Argentina | 1.ª                 | 2019                | 5     | 0     | 0      | 0         | 0         | 0         | -                 | -                 | -                 | 5         | 0         | 0         |
| San Martín (SJ) Argentina | 2.ª                 | 2019/20             | 20    | 1     | 0      | 1         | 0         | 0         | -                 | -                 | -                 | 21        | 1         | 0         |
| San Martín (SJ) Argentina | Total club          | Total club          | 25    | 1     | 0      | 1         | 0         | 0         | 0                 | 0                 | 0                 | 26        | 1         | 0         |
| Godoy Cruz Argentina |                     |                     |       |       |        |           |           |           |                   |                   |                   |           |           |           |
| 1.ª | 2020                | -                   | -     | -     | 11     | 0         | 1         | -         | -                 | -                 | 11                | 0         | 1         |           |
| 1.ª | 2021                | 13                  | 1     | 2     | 3      | 0         | 1         | -         | -                 | -                 | 16                | 1         | 3         |           |
| Total Club | Total Club          | 13                  | 1     | 2     | 14     | 0         | 2         | 0         | 0                 | 0                 | 27                | 1         | 4         |           |
| Banfield Argentina |                     |                     |       |       |        |           |           |           |                   |                   |                   |           |           |           |
| 1.ª | 2022                | 1                   | 0     | 0     | 7      | 0         | 0         | 3         | 0                 | 0                 | 11                | 0         | 0         |           |
| Total Club | Total Club          | 1                   | 0     | 0     | 7      | 0         | 0         | 3         | 0                 | 0                 | 11                | 0         | 0         |           |
| Total en su carrera | Total en su carrera | Total en su carrera | 95    | 2     | 2      | 24        | 0         | 2         | 3                 | 0                 | 0                 | 122       | 2         | 4         |
| (1) Las copas nacionales se refiere a la Copa Argentina, a la Copa de la Superliga y a la Copa de la Liga Profesional . (2) Las copas internacionales se refiere a la Copa Sudamericana y a la Copa Libertadores. (3) Media de goles por encuentro. No incluye goles en partidos amistosos. |                     |                     |       |       |        |           |           |           |                   |                   |                   |           |           |           |